# Portret van Pétro
Portret van Pétro is een schilderij van de Nederlandse schilder Theo van Doesburg in Museum De Lakenhal in de Nederlandse stad Leiden. 

## Voorstelling
Het schilderij stelt voor: de Nederlandse pianiste en derde echtgenote van Van Doesburg, Nelly van Moorsel, beter bekend als Nelly van Doesburg. Van Moorsel ontmoette Van Doesburg op 11 juli 1920 tijdens de opening van een tentoonstelling in Den Haag. Zeer tegen de zin van haar ouders begon ze een relatie met de getrouwde Van Doesburg en in april 1921 vestigden ze zich tijdelijk in de Duitse stad Weimar. Op aanraden van Van Doesburg studeerde Van Moorsel een groot aantal moderne pianostukken in, die ze, onder haar artiestennaam, Pétro van Doesburg, speelde tijdens de vele lezingen die Van Doesburg begin jaren 20 op verschillende plaatsen in Europa hield. Volgens de samenstellers van de tentoonstelling 7 × Sikkensprijs, die van 20 februari tot en met 19 april 1998 plaatsvond in Museum De Lakenhal in Leiden, is het portret van Pétro ontleend aan een foto die de Duitse fotografe Lucia Moholy-Nagy in september 1921 van Van Moorsel nam.

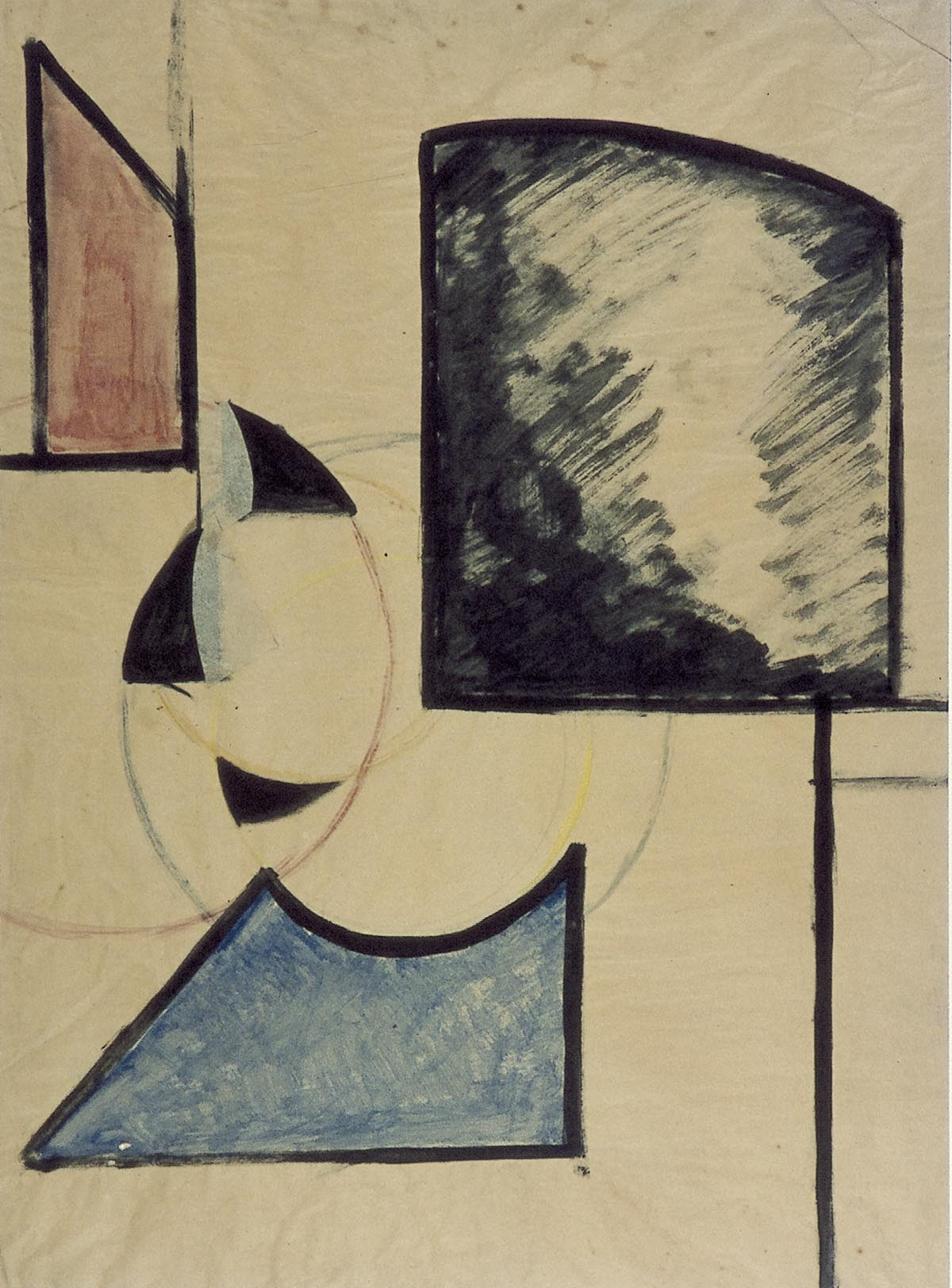
Theo van Doesburg. Portret van Pétro. Ca. 1922. Potlood en aquarel op transparant papier. 64 × 45 cm. Leiden, Museum De Lakenhal.

## Datering
Het werk is rechtsonder gesigneerd en gedateerd ‘Théo van Doesburg ’19’. Van Moorsel en Van Doesburg ontmoetten elkaar echter niet eerder dan juli 1920. De datering 1919 is dus onjuist. Bovendien gaat het hier om een figuratief werk, terwijl Van Doesburg zich vanaf omstreeks 1915 zeer duidelijk tegen de figuratieve kunst en voor de abstracte kunst uitsprak. "De kunst dient tot geestelijke ontwikkeling van de mens en diegenen die een tentoonstelling bezoeken om ‘natuur’ te zien zijn beter af met een boswandeling", aldus Van Doesburg. Men houdt er dan ook rekening mee dat het portret van Pétro diende als studie of als educatief materiaal, bijvoorbeeld voor de Stijlcursus, die Van Doesburg van maart tot en met juli 1922 hield in Weimar.

## Geabstraheerde versie
Van het portret bestaat een geabstraheerde versie, die zich eveneens in Museum De Lakenhal bevindt.

## Herkomst
Na Van Doesburgs dood in 1931 kwam het werk in bezit van Nelly van Doesburg, die het in 1975 naliet aan haar nicht Wies van Moorsel. Van Moorsel schonk het werk in 1981 aan de Nederlandse Staat, die het onderbracht in de tegenwoordige Rijksdienst voor het Cultureel Erfgoed. Deze gaf het werk in 1984 in blijvend bruikleen aan Museum De Lakenhal.

## Tentoonstellingen
Portret van Pétro maakte deel uit van de volgende tentoonstellingen:
- ‘1940’. Deuxième exposition Rétrospective Van Doesburg, 15 januari-1 februari 1932, Porte de Versailles Parc des Expositions, Parijs (als Portrait de Pétro, 1919).
- Theo van Doesburg, 2-31 mei 1936, Stedelijk Museum, Amsterdam (als Portret van Pétro, 1919).
- 7 × Sikkensprijs, 20 februari-19 april 1998, Stedelijk Museum De Lakenhal, Leiden (als Nelly van Moorsel in Weimar 1920).
- Van Doesburg and the International Avant-Garde, 20 oktober 2009-3 januari 2010, Stedelijk Museum De Lakenhal, Leiden (als Portrait of Pétro (Nelly van Doesburg), ca. 1922).
- Van Doesburg and the International Avant-Garde, 4 februari-16 mei 2010, Tate Modern, Londen (idem).